# TMEFF1
TMEFF1 (англ. MSANTD3-TMEFF1 readthrough) – білок, який кодується однойменним геном, розташованим у людей на 9-й хромосомі. Довжина поліпептидного ланцюга білка становить 380 амінокислот, а молекулярна маса — 40 934.
| 10         |  | 20         |  | 30         |  | 40         |  | 50         |
| ---------- |  | ---------- |  | ---------- |  | ---------- |  | ---------- |
| MGAAAAEAPL |  | RLPAAPPLAF |  | CCYTSVLLLF |  | AFSLPGSRAS |  | NQPPGGGGGS |
| GGDCPGGKGK |  | SINCSELNVR |  | ESDVRVCDES |  | SCKYGGVCKE |  | DGDGLKCACQ |
| FQCHTNYIPV |  | CGSNGDTYQN |  | ECFLRRAACK |  | HQKEITVIAR |  | GPCYSDNGSG |
| SGEGEEEGSG |  | AEVHRKHSKC |  | GPCKYKAECD |  | EDAENVGCVC |  | NIDCSGYSFN |
| PVCASDGSSY |  | NNPCFVREAS |  | CIKQEQIDIR |  | HLGHCTDTDD |  | TSLLGKKDDG |
| LQYRPDVKDA |  | SDQREDVYIG |  | NHMPCPENLN |  | GYCIHGKCEF |  | IYSTQKASCR |
| CESGYTGQHC |  | EKTDFSILYV |  | VPSRQKLTHV |  | LIAAIIGAVQ |  | IAIIVAIVMC |
| ITRKCPKNNR |  | GRRQKQNLGH |  | FTSDTSSRMV |  |            |  |            |

A: Аланін

C: Цистеїн

D: Аспарагінова кислота

E: Глутамінова кислота

F: Фенілаланін

G: Гліцин

H: Гістидин

I: Ізолейцин

K: Лізин

L: Лейцин

M: Метіонін

N: Аспарагін

P: Пролін

Q: Глутамін

R: Аргінін

S: Серин

T: Треонін

V: Валін

Кодований геном білок за функцією належить до білків розвитку. 
Задіяний у такому біологічному процесі, як альтернативний сплайсинг. 
Локалізований у клітинній мембрані, мембрані.